# Amrum Klitter
Amrum klitter (på tysk Amrumer Dünen og på nordfrisisk Öömrang Düner) er et fredet naturområde beliggende på den nordfrisiske ø Amrum i det vestlige Sydslesvig i den nordtyske delstat Slesvig-Holsten.
Det 728 hektar store klitområde strækker sig øst for Knibsandet i nord-sydlig retning næsten over hele øen. Amrum Odde på øens nordspids danner dog et eget naturreservat. Naturområdets klitbælte er omkring otte km lang og op til en km bred. Det med 32 m over havets overflade højeste punkt i området (og på hele øen) er klitten A Siatler (≈Sætterklit). I 2014 blev et jernalderhus genopført i nærheden af Meeram Fuglekøje, som minder om tidligere bosættelser i dette område.